# Austrolimnophila (Austrolimnophila) microspilota
Austrolimnophila (Austrolimnophila) microspilota is een tweevleugelige uit de familie steltmuggen (Limoniidae). De soort komt voor in het Neotropisch gebied.